# Diribitorium di Agrippa
Il diribitorium di Agrippa era un edificio sito a Roma nel Campo Marzio destinato allo scrutinio dei voti.
La costruzione dell'edificio ebbe inizio con Agrippa  nel 25 a.C. e si concluse con Augusto nel 7 a.C. 
L'ubicazione esatta non è nota, ma probabilmente si trovava presso i Saepta Iulia lungo il portico meridionale. Consisteva in una grande aula a pianta rettangolare allungata, pavimentata in lastre di travertino, articolata internamente con nicchie e colonne. Il grande tetto ad un'unica falda era considerato una meraviglia dell'edilizia romana e, fino al secondo secolo d.C., fu la più grande copertura dell'impero Romano. Una grande trave in legno lunga 100 piedi e alta un piede e mezzo, inizialmente destinata a quest'edificio ma non utilizzata, fu esposta nei Saepta Julia alla curiosità dei cittadini romani.
Caligola lo utilizzò come teatro estivo mentre Claudio se ne servì come base per organizzare i soccorsi per un vasto incendio scoppiato nell'area.
Fu distrutto nel grande incendio di Roma nell'80 d.C. e non fu più restaurato, forse per la perdita delle sue funzioni o per la difficoltà a reperire travi della lunghezza adatte.
| Planimetria del Campo Marzio centrale |
| --- |
| Terme di Nerone Stadio di Domiziano Pantheon Basilica di Nettuno Terme di Agrippa Stagnum ? Odeon di Domiziano Insulae d'epoca adrianea Magazzini ? Magazzini ? Magazzini ? Saepta Iulia Diribitorium Porticus Divorum Aqua Virgo Arco di Claudio Porticus Vipsania Caserma della I coorte dei Vigiles Iseum Tempio di Minerva Calcidica Ara di Marte Via Flaminia Via Flaminia Tempio di Adriano Tempio di Matidia Teatro di Pompeo Templi di Largo Argentina Portico di Minucio Colonna di Marco Aurelio T. di M.Aurelio e Faustina (?) Arco di M.Aurelio (?) Colonna di Antonino Pio Ustrino di Faustina maggiore Ustrino di Faustina minore Via Recta Portico e tempio del Bonus Eventus Portico di Pompeo Arcus Novus Portico di Meleagro Portico degli Argonauti Piazza della Rotonda Villa Publica |